# Piet Struijk
Piet Struijk (Pernis, 11 december 1922 - Rotterdam, 23 november 1992) was een Nederlandse dirigent.

## Biografie
Struijk was de dirigent van het soldatenkoor De Beer. Dit koor zong samen met zanger Hans van Gelder, beter bekend als Hans Brandel, het nummer "Ik sta op wacht" uit 1957. De componisten waren André de Raaff, Jacques Schutte en Stan Haag. Daarnaast dirigeerde Struijk het Rotterdams Opera Koor dat met hun uitvoeringen in de Riviera Hal van de Diergaarde Blijdorp altijd veel publiek trok. Ook was Struijk bekend van het Westlands Mannenkoor dat meewerkte aan de TV serie De Glazen Stad.
Struyk organiseerde vanaf de jaren 60 Nieuwjaarsconcerten in concertzaal De Doelen in Rotterdam. Daarbij wist hij soms internationale solisten te strikken. Marco Bakker, Ernst Daniël Smid, Henk Poort, Robert Holl, Inessa Galante, Anna Moffo en Eva Maria Westbroek zongen onder zijn leiding.
In Naaldwijk is de Piet Struijkweg naar hem vernoemd.

## Discografie
78 toeren platen
| Artiest      | Nummers                            | Label   | Labelnummer | Matrijsnummer        |
| ------------ | ---------------------------------- | ------- | ----------- | -------------------- |
| Hans Brandel | Ik sta op wacht - Want wie vergeet | Polydor | 64659       | A: 7630 W; B: 7631 W |